# الدولة السامانية
الدَّولة السَّامانيَّة أو السُّلالة السَّامانيَّة أو السَّامانيُّون أو بَنُو سَامَان، هي دولة إسلاميَّة أسسها أربعة إخوة من ذُريَّة سامان بن خُدات، واستمرَّت نحو قرنين من الزَّمن، وذلك منذ عام 819 م، حتى 999 م. نشأت الدَّولة السَّامانيَّة بدايةً كإمارة إسلاميَّة تابعة للخِلافة العبَّاسيَّة وتعمل في الدفاع عن أراضِ المُسلمين ضد الغارَّات التُّركيَّة. وقد وصلت الدَّولة في ذروة عهدها في حكم الأمير إسماعيل السَّاماني، حيث ضمَّت الدَّولة مناطق عديدة في ما يُعرف اليوم باسم أفغانستان، وأجزاء واسعة من إيران، وطاجكستان، وتركمنستان، وأوزبكستان، وقيرغيزستان، وأجزاء من كازاخستان، وباكستان، وذلك من العاصمة الأولى سَمَرْقَنْد ثم بُخارى.
تأسست الدَّولة السَّامانيَّة على يد أربعة إخوة، هم نوح، وأحمد، ويحيى، وإلياس، وجميعهم أبناء أسد بن سامَان خُدا، والذي عُرفت السَّلالة بانتسابها إليه. كان لكُل من الإخوة جزء يحكمهُ من أراضي خُراسان بتفويض ومُباركة من الخليفة العبَّاسيُّ عبد الله المأمُون باعتبارهم تابعين للخلافة. في عام 892 م، قام إسماعيل بن أحمد السَّاماني بمُحاربة الصَّفَّاريُّين الذين خرجوا عن طاعة الخليفة في بلاد المشرق، حتى تمكن من القضاء عليهم وإِرسال عمرُو بن اللَّيث الصَّفَّاري أسيرًا إلى الخليفة، لتُصبح المنطقة التي تشمل خُراسان وما وراء النَّهر تحت سُلطة السَّامانيين.

## تأسيس
أسس الأشقاء الأربعة: نوح، وأحمد، ويحيى، وإلياس الدولة السامانية- وحكم كل منهم أرضه الخاصة تحت السيطرة العباسية. عام 892، وحد إسماعيل الساماني (892- 907) الدولة السامانية تحت راية حاكم واحد، بالتالي، وضع نهاية فعالة للنظام الإقطاعي الذي يتبعه السامانيون. أصبحت الدولة السامانية مستقلة عن السلطة العباسية في عهده أيضًا.
ينحدر مؤسس السلالة السامانية من أسرة (فارسية). أصبح أحفاده الأربعة بعد 819 م ولاة من قبل الطاهريين على كل الأراضي التابعة لتورانيين أسلاف توركمان من سمرقند، فرغانة، شاش وهراة. تلى نصر الأول بن أحمد (874-892 م) أباه في الولاية على سمرقند سنة 864 م. بعد سقوط دولة الطاهريين سنة 874 م أصبح واليا على ما وراء النهر من قبل العباسيين ثم استقل بالأمر. قام أخوه إسماعيل (892-907 م) بالقضاء على دولة الصفاريين (حتى سنة 903 م) ثم ضم إليه أفغانستان وأجزاء كبيرة من فارس مع خراسان. بلغت الدولة أقصى اتساعها أثناء عهد نصر الثاني (914-943 م): من بغداد، كرمان ومازندان (على الخليج العربي) حتى تركستان وحدود الهند. بعد 945 م أزاح البويهيون السامانيين عن ماوراء النهر وخراسان.
في عهد منصور الأول (961-976 م) ثم نوح الثاني (976-997 م) عرفت الحياة الفكرية عصر ذهبيا، وأصبحت العاصمة بخارى مركزا للثقافة التركية الأوزبكية وآدابها. بعد حروب طويلة مع القبائل الفارسية الطاجيكية الضاربة على حدود الدولة الشرقية أنهكت الدولة. استولى الغزنويون سنة 994 م على خراسان ثم ضم القراخانات مناطق ما وراء النهر سنة 999م. قُتل آخر الأمراء السامانيين سنة 1005م أثناء محاولته الفرار.
تُعتبر الدولة السامانية جزءًا من فترة النهضة الفارسية، التي شهدت إنشاء الحضارة والهوية الفارسية التي نقلت الخطاب والتقاليد الإيرانية إلى مشهد العالم الإسلامي. قاد ذلك لاحقًا إلى تشكيل الثقافة التركية الفارسية.
شجع السامانيون الفنون، ما أدى إلى تطور العلوم والأدب، بالتالي، أدى ذلك إلى جذب العلماء، مثل الرودكي، وأبو القاسم الفردوسي، وابن سينا. في فترة السيطرة السامانية، كانت بخارى ندًا لبغداد في أوج تألقها. يلاحظ العلماء أن السامانيين أحيوا اللغة والثقافة الفارسية أكثر من الدولتين البويهية والصفارية، مع استمرار اللغة العربية في رعاية العلوم والدراسات الدينية أيضًا. اعتبروا أنفسهم أسلاف الإمبراطورية الساسانية. في أحد المراسيم المشهورة، أعلنت السلطات السامانية «أن اللغة الفارسية هي السائدة في المنطقة، وأن الملوك الفرس هم ملوك هذه المملكة».

## التاريخ
آل سامان أو السامانيون من عائلة عرفت بالرياسة قبل الإسلام وبعده، فقد كان جَدُهم بهرام بن خشنش الساماني عاملا على آذربيجان قبل حلول الإسلام بين ظهرانيهم. ولما ولي المأمون العباسي خراسان لأبيه هارون الرشيد قربهم إليه ورفع منهم واستعملهم أمراءَ على مناطق نفوذِهم. ولما عاد المأمون كخليفة إلى بغداد في سنة 204 للهجرة استخلف أبناء أسد الساماني على أهم المدن في خراسان. فجعل نوح بن أسد على سمرقند وأحمد بن أسد على فرغانة ويحيى بن أسد على الشاش وأشروسنة وإلياس بن أسد على هراة، فلما ولّي طاهر بن الحسين خراسان أبقاهم على أعمالهم هذه، ثم توفي نوح بن أسد. فوُلّيَ أخوه أحمد بن أسد بعده ثم استخلفه ابنـَه إسماعيل على أعماله بسمرقند.. في سنة 261 للهجرة.
في ربيع الأول من سنة 287 للهجرة، تمكن عمرو ابن الليث الصفار حاكمُ نيسابور (أخو يعقوب الصفار) من قتل عدو الخلافة العباسية الأول في ذلك الوقت رافع بن هرثمة بعد معركة عنيفة ويبعثُ برأسه للخليفة العباسي المعتضد. ويطلبُ من الخليفة توليته بلاد ما وراء النهر الغنية، ومرادَ كل طامع ثمنا لذلك. وكما هو ديدنُ كل من يقفُ على رأس السلطة السياسية في بغداد الخليفة أو وزراؤه، متغلبٌ واحدٌ قوي موال في كل مصر من أمصار الدولة، هو المطلبُ الثابت للخلافة. ولذا أرسل الخليفة العباسي لواء الخلافة وخلعا وهدايا سنيه إلى نيسابور ورِضا الخلافة عن سعي عمرو بن الليث الصفار لبسط نفوذه على بلاد ما وراء النهر. كان عمرو بن الليث الصفار يستصغرُ أمر، إسماعيل بن أحمد الساماني على بلاد ما وراء النهر، فبعث إليه من نيسابور جيشا متواضعا في العدة والعدد، وجعل على ذلك الجيش خليفتـَه وحاجبه واخصَ أصحابه وأكبرَهم عنده الأمير محمد ابن بشير. تقدم محمد بن بشير بجيشه إلى مدينة آمل، المدينة التي بإزاء بلاد ما وراء النهر، ولكن الأخبارَ كانت قد وصلت سريعا إلى إسماعيل بن أحمد الساماني، فعبر إليهم بجيشه نهرَ جيحون فأدركهم فور وصولهم، وهم على قدر كبير من التعب، فأوقع بهم هزيمة فادحة قتل في المعركة ستة آلاف مقاتل بينهم أميرُ الجيش نفسُه محمد بن بشير. وانهزم الباقون إلى نيسابور وهم بأسوأ حال. فكان وقعُ الهزيمة الغيرُ متوقعة في نفس عمرو بن الليث الصفار كالصاعقة.  فجهّزَ فور عودة طلائع جيشِه، جيشا كثيفا، وجمع الكثيرَ من المتطوعة وأطلقَ المالَ لهذا الجيش وأحسن عدتـَه، ورغم أن جميعَ أصحابه وكبار قادتِه أشاروا عليه بإنفاذ الجيوش تحت إمرة قادته الكبار والذين خبروا القتالَ طويلا وأن لا يخاطرَ هو بنفسِه. عزم عمرو على أن يقودَ كتائبَ هذا الجيش بنفسِه ليستردَ مهابتهُ التي بددتها هزيمته، بعث إسماعيل بن أحمد الساماني كتابا إلى عمرو بن الليث الصفار جاء فيه: 
تقدّم عمرو بن الليث الصفار أميرُ بلاد ما وراء النهر على رأس جيشِه بعد أن أتم كاملَ استعداداتِه للمواجهة الحاسمة، ولأن الحربَ خدعة، واصل الأميرُ إسماعيل الساماني كُتبَه إلى عمرو الصفار التي يطلب فيه المصالحة، ويتعطفه بلين الخطاب لإيهامه بأنه على غير استعداد للمواجهة. ولكن الحقيقة كانت غيرَ ذلك. بلغ جيشُ الصفار نهرَ بلخ في موسم الفيضان، فاستعصى عليه العبورُ لشدة ِجريان مياه النهر، فأشار عليه قوادُه بالرجوع، ولكنه أبى إلا المواجهة، وقال: «لو شئتُ أن أسكـّرَ هذا النهرَ ببيدر من الأموال وأعبرَه لفعلت». انتفعَ إسماعيل بن أحمد الساماني من التحرك المكشوف لخصمه عمرو بن الليث الصفار فعبر إلى الضفة الغربية لنهر جيحون بسرعة خاطفة، وأحاط بجيش خصمِه من كل ناحية لكثرة جموعِه، والصفار لم يزل يعالجُ معدات العبور إلى الضفة الشرقية. انتبه عمرو إلى الحقيقة المرعبة وبشكل مفاجئ أنه محاصرٌ تماما، فأسقط ما في يده، وبعث بكتاب إلى إسماعيل يخبره فيه بأنه وافق على الصلح الذي أراد، وطلب المحاجزة، ولكن إسماعيل هو الذي يأبى هذه المرة ولن يقبلَ إلا بالمناجزة، فندم حينئذ عمرو بن الليث الصفار على ما فعل.
اشتبك الجيشان في معركة حامية كثـُرَ القتلُ فيها بين الفريقين، وبالرغم من وجود عمرو بن الليث الصفار مقاتلا بين جنوده إلا أن المباغتة حطت من معنوياتهم. لم يدم القتال بين الجيشين حتى تفكك جيشُ عمرو بن الليث الصفار، وتفرّق في كل ناحية طلبا للنجاة. فأمر من تبقّى معه من الجنود، أن يسيروا في الطريق الواضح وأن يغذوا السيرَ حتى ينصرفَ الذين يتبعونه خلف جملة ِجيشه، وسلك هو طريقا آخرا ظنَّ أنه منجيه. فوحلت به دابتـُه ودوابُ من معه. فمضى أصاحبُه في سبيلهم وتركوه وحده، ولم يكن له في نفسه حيلة، فأدركه جنود إسماعيل وأخذوه أسيرا.
وصل خبُر أسر عامل الخلافة وثقتِها الأمير عمرو بن الليث الصفار إلى الخليفة المعتضد العباسي في بغداد. وبما أن الحقَ عند الخليفة هو دوما مع القوي المنتصر، عرف الخليفة المعتضد بما فعل إسماعيلَ بن أحمد الساماني بعمرو بن الليث الصفار في بغداد، وبذا برز إسماعيل بن أحمد الساماني في ذلك الزمان واشتهر بين رجالات السياسة في البيت العباسي وقادة جيوشهم، الأمرُ الذي مهّد فيما بعد لفرض ملك آل سامان كأمر واقع معترف به.
أرسل الخليفة المعتضد إلى الأمير إسماعيل الساماني الخلعَ والهدايا وأقره واليا على ما كان في يده وما انتزعه من الصفارين في المعارك الأخيرة. وفي واحد من المواقف القليلة بين الخصوم في مثل تلك الظروف، خُيّرَ إسماعيل بن أحمد الساماني أسيرَه الأميرَ عمرو بن الليث الصفار بين المقام عنده أو إنفاذه إلى الخليفة المعتضد، وحتى يُكملَ عمرو بن الليث الصفار مسلسلَ قراراتِه الخاطئة اختار الترحيلَ إلى بغداد. فبعث به إسماعيلُ إلى هناك فلما وصل موكبُه.خرج رجالُ الخليفة على مبعدةٍ من العاصمة لاستقباله، فأدخلوه إلى بغداد مشتهرا على جمل وطيف به في المدينة إذلالا له، ومن ثم أودعَ السجنَ وبقي به محبوسا حتى اُخرج وقُتل في عام 289 للهجرة بعد عام واحد من أسره.
محمد بن زيد العلوي صاحب طبرستان والذي لم يستغلُ الفراغ َالذي حصل في خراسان بعد سماعه بأسر عمرو بن الليث الصفار واضطراب حكم الصفارين فخرج من طبرستان نحو خراسان ظنّاً منه أن إسماعيل الساماني اكتفى بكسر جيش الصفار وأسره وأنه لا يتجاوزُ عمله ولا يقصدُ خراسان وأنه لا دافعَ له عنها. أرسل إليه إسماعيل الساماني يقول له "إلزم عملك ولا تتجاوزُه ولا تقصدُ خراسان، وأقرّه على جرجان التي في يديه عاملا له عليها، فأبى ذلك محمد زيد. فندب إليه القائد محمد بن هارون. فجمع جمعا كثيرا وراجل وسار نحو محمد بن زيد فالتقوا على باب جرجان واقتتلوا قتالا شديدا فانهزم أصحابُ محمد بن زيد وقتل منهم بشرٌ كثير وأصابت بنَ زيد ضرباتٌ وأُسر ابنه زيد بن محمد بن زيد ونهبَ بنُ هرون عسكرَه وما فيه، ثم مات محمد بن زيد بعد أيام من جراحاته التي أصابته وحُملَ ابنه زيد بن محمد إلى الأمير إسماعيل بن محمد الساماني فأطلق سراحَه. في سنة مئتين وتسعين للهجرة أميرُ الجيوش السامانية محمد بن هارون الذي كان قد حارب محمد بن زيد العلوي وتولّى طبرستان لإسماعيل بن أحمد الساماني، يخلع طاعة الأمير الساماني ويسيرُ إلى الري ويقتلُ واليها (الدتمش التركي) ويستولي عليها. إسماعيل بن أحمد الساماني يبعث بجيشه على جناح السرعة فيهزم محمد بن هارون ويُلجئُه إلى الديلم مستجيرا بهم، ويدخلَُ إسماعيل الري ويُقطعُها لبارس الكبير على أن يُحضر له الأمير المشاقق محمد بن هارون قسرا أو صلحا، فكاتبه بارس وضمن له إصلاح حاله مع الأمير إسماعيل فقبل محمد قوله دون أن يظن أنها خديعة، فما أن وصل حتى قُيّد وحُمل إلى بُخارى وقُتل فيها.
في منتصف صفر سنة مئتين وخمس وتسعين للهجرة، توفي إسماعيل بن أحمد الساماني أميرُ خراسان وبلاد ما وراء النهر بعاصمة الدولة السامانية بخارى، وولي َ بعده ابنهُ أبو نصر أحمد بن إسماعيل الساماني. خرج الأمير الجديد إلى سمرقند في أول ِفعل قام به، وقبض على أقوى منافسيه على زعامة البيت الساماني عمُه إسحاق بن أحمد لئلا يخرج عليه ويشغله. ومن سمرقند توجّه إلى جرجان إذ امتنع عاملها بارس الكبير من حمل الأموال إلى بخارى بعد سماعه بموت إسماعيل، فهرب بارس إلى بغداد خوفا ً منه في أربعة آلاف فارس بعد أن كتب إلى المكتفي العباسي يستأذنه في المسير إليه. وأتت كتبُ المكتفي يعهد بالولاية إلى المتغلب الجديد أحمد بن إسماعيل الساماني. توفي المكتفي بالله العباسي ابن المعتضد بن الموفق بن المتوكل، وتولّى أمَر الخلافة من بعده أخوه جعفر بن المعتضد ولقب بالقاهر. وفي 296هـ الوزير العباس بن الحسن يجمع القوادَ والقضاة في عاصمة الخلافة بغداد ويخلع المقتدر ويبايع ابن المعتز وسُمي المرتضي بالله، ها هنا وقفاتٌ قلّما تتكرر في التأريخ فبعد بضعة أيام يُخلعُ المرتضي ويعود المقتدر العباسي خليفة من جديد. يطلب المقتدر من نصر بن أحمد الساماني أن يضم إليه سجستان وما تبقّى من الأعمال التي لم تزل في يد الصفارين. في رجب سنة مئتين وثمان وتسعين للهجرة استولى أبو نصر أحمد بن إسماعيل الساماني على تاجيك نشين وبها المعدل بن علي بن الليث الصفار فأخذه وأخذ أخاهُ محمد بن علي بن الليث أسيرين بعد أن كسروا جيشه، واستولوا على عسكره، واستعمل عليها سيمجور الدواتي. وكتب أحمد إلى المقتدر بالقبض عليهما، فطلب منه المقتدرُ أن يحملهما إلى بغداد.
وبعد أن أتم أحمد بن إسماعيل الساماني سلطانه ودعم ملكَه أطلق عمَه إسحاق بن أحمد من محبسه بعد أن زال خطرُه، وولّاه سمرقند وفرغانه. ورد كتابُ عامل طبرستان أبو العباس صعلوك يُخبر أحمد بن إسماعيل الساماني بظهور الحسن بن علي والملقب بالأطروش واستيلائه على طبرستان وانه أخرجه عنها بعد أن كسر جيش السامانيين فيها، وأنه خارج بجموع غفيرة من الديلم، فغَم الأميرَ ذلك ونفر بجيشه إلى هناك. وكان له أسدٌ يربطه كلَ ليلة على باب مبيته فلا يجسرُ أحدٌ أن يقربَه، فلما كان في بعض الطريق أغفل الخدمُ إحضار الأسد تلك الليلة فدخل إليه جماعة من غلمانِه فذبحوه على سريره وهربوا، وكان قتله ليلة الخميس في الثالث والعشرين من جماد الآخرى سنة إحدى وثلاثمئة، فحُمل إلى بخارى ودفن بها ولُقب حينئذٍ بالكذاب. تولّى الأمرَ بعد الأمير أحمد بن إسماعيل الساماني ولدهُ أبو الحسن نصر ابن أحمد وعُمره ثمانِ سنين ولقب بالسعيد وبايعه أصحابُ أبيه بعد الدفن مباشرة. ولما حمله خدمُ أبيه ليظهرَ للناس خافهم وظن أنهم يريدون قتله كما فعلو بأبيه، فقالوا: لا ـ إنما نريدُ أن تكون َموضعَ أبيك أميرا علينا، فسكن روعُه، استصغر الناسُ نصرا واستضعفوه لحداثة سِنه وظنوا أن أمرَه لا ينتظم مع قوة عم أبيه الأمير إسحاق بن أحمد صاحب سمرقند، وهو شيخ السامانيه في ذلك الحين. وعلى غير العادة في مثل  أحوالٍ كهذه، تولّى تدبيرَ دولة الأمير الصغير أبو عبد الله محمد ابن أحمد الجيهاني صاحبُ أبيه، فأمضى الأمورَ وضبط َ المملكة. واتفق هو وحشمُ نصر ابن أحمد على تدبير الأمر ِ فأحكموه. خرج شيخ ُالسامانيه إسحاق ابن أحمد ابن أسد الساماني بسمرقند وعصى بها وقام ابنه إلياس بأمر الجيش وقوي أمرُهما فسارا نحو بخارى عاصمة السامانيين. فسيّر نصر بن أحمد بن إسماعيل الساماني إليه القائدَ حمويه ابن علي في عسكر كثيف وكان ذلك في شهر رمضان فاقتتلوا قتالا شديدا فانهزم إسحاق إلى سمرقند، ثم جمع وعاد مرة ثانية فاقتتلوا قتالا شديدا فانهزم إسحاق أيضا وتبعه حمويه إلى سمرقند فملكها قهرا، واختفى إسحاق وطلبه حمويه ووضع عليه العيونَ والرصد، فضاق بإسحاق الحال فأظهر نفسَه واستأمن إلى حمويه فأمّنهُ وحملَه إلى بخارى، فأقام بها إلى إن مات، وأما ابنه الياس فإنه سار إلى فرغانة واستترَ بها. بعد أن فرغ الأمير الساماني من أمرَ عمه إسحاق أرسل الجيوش تحت قيادة مقدم السامانية بن صعلوك لمعالجة الناصر الحسن بن علي الإطروش. فالتقى العسكران بمدينة سالوس على ساحل بحر قزوين.
وبعد معارك ضارية انهزم مقدم السامانية بن صعلوك بعد أن ترك في ساحة المعركة أربعة آلاف قتيل من جماعته. حاصر الحسن بن علي الإطروش بقية َجيش السامانيين ثم أمنهم على أنفسِهم فخرجوا إليه فغنم كل ما كان في عسكرهم وأخلى سبيلهم. وكان الحسن بن الأطروش هذا أحد جنود محمد بن زيد، وكان زيدي المذهب، شاعرا مفلقا، ظريفا، حسنَ النادرة، وله مناقضاتٌ في الشعر مع الشاعر العربي ابن المعتز 
في سنة ثلاثمئة وسبع للهجرة أحمد بن سهل كبيرُ القواد السامانيين ومخضرمُهم، والمقدمُ على الجيوش في الحروب التي خدم بها آل سامان. يخالف بنيسابور ويستولي عليها ويُسقطُ خطبة السعيد بن أحمد الساماني ويُنفذ رسولا إلى بغداد يخطبُ لنفسِه أعمالَ خراسان من الخلافة العباسية. ويتوجه من نيسابور إلى جرجان وبها القائد العسكري قراتكين فيهزمُه ويستولي عليها ثم يقصد مرو ويضمها إليه أيضا. فأرسل إليه السعيد نصر الساماني الجيوشَ من بخارى مع حمويه بن علي وحاصر مرو، فخرج أحمد بن سهل عن مرو نحو حمويه فالتقوا في مدينة مرو الروذ، فانهزم أصحابُ أحمد وحارب هو حتى نال منه الإعياء فنزل عن دابته وطلب الأمان، فأخذوه أسيرا وأنفذوه إلى بخارى، فمات بالحبس فيها.
في سنة ثلاثمئة وتسع للهجرة تأتي الأخبارُ إلى عاصمة السامانيين بخارى بهزيمة القائد قراتكين والي نيسابور أمام ليلى بن النعمان الديلمي قائد ِجيوش بن الإطروش وأسر القائد الثاني بارس مع ألفٍ من الفرسان السامانية وسقوط نيسابور بيد الإطروش. أنفذ السعيد نصر الساماني من بخارى إلى نيسابور القائدَ العسكري حمويه ابنَ علي ومحمد بن عبد الله البلغمي وأبو جعفر صعلوك وخوارزم شاه وسيمجور الدواتي على رأس جيش جرار، التقى العسكران بمدينة طوس فاقتتلوا أشدَ القتال فانهزم أصحابُ ليلى بن النعمان بعد أن مالت الكفة عليهم في الميدان. ومضى ليلى منهزما فقبضَ عليه وأُنفذَ إلى حمويه، فقُطعَ رأسَه ونصبه على رمحٍ في وسط العسكر ومضى به إلى الأمير الساماني.
وردت الأخبارُ عن خروج الياس بن إسحاق بن أحمد الساماني بفرغانة والذي كان قد ظهر سابقا قبل عدة سنين مع أبيه إسحاق بن أحمد شيخ السامانية وبعد هزيمتهم هرب واختبأ في فرغانة. استعان عند خروجه بمحمد بن الحسين بن مت، وجمع من الترك فاجتمع معه ثلاثون ألف عنان، وأنه سيقصد سمرقند لأخذها. فسير إليه الأميرُ نصر الساماني أبا عمر محمد بن أسد في ألفين وخمسمئة رجل فقط من خاصة أتباعه وأمرهم أن يتحركوا بسرية تامة وأن يكمنوا له خارج سمرقند يوم ورود الياس إليها. فلما وردها الياس لم يكن يعلم بالكمين واشتغل هو ومن معه بالنزول فلما أمسوا على غير تعبئه خرج الكمينُ عليهم من بين الشجر ووضعوا السيوفَ فيهم فانهزم إلياس وأصحابُه وقتل من جماعته خلقٌ كثير من بينهم قائدُ جيوشِه محمد بن الحسين بن مت فقطعَ رأسَه  وأُنفذ إلى بخارى، 
في سنة ثلاثمئةٍ وثمانِ عشرة للهجرة خرج السعيد نصر بن أحمد الساماني من عاصمته بخارى قاصدا نيسابور. متولي الإطعام في سجن بخارى أبو بكر الخباز يُخرج أخوة السعيد بن أحمد الساماني ثلاثتهم يحيى ومنصور وإبراهيم من السجن. ومن فورهم نهبوا دورَ الإمارة والخزائنَ وقصرَ أخيهم الأمير الساماني، وأطلقوا سراحَ السجناء. وجعلوا الخبازَ قائدا على جيوشِهم بعد أن اجتمعَ لهم خلقٌ كثير ممن وافقهم من جنود السامية والسجناء والمطوعة. وانتظم لهم الأمرُ في بخارى عاصمة ِالسامانيين وقويت شوكتـُهم. والأمير السعيد لم يزل في نيسابور. وأيضا كان أبو بكر محمد بن المظفر قائدُ جيوش السامانيين بجرجان. وصلت أنباءُ العاصمة بخارى المفاجأة إلى الأمير السعيد نصر بن أحمد الساماني في نيسابور فقفلَ راجعا إليها. بعد أن بعث إلى قائد جيوشِه أبي بكر محمد بن المظفر ليوافيه إلى بخارى. وصل نصرُ بن أحمد الساماني سريعا إلى النهر ليعبرَ إلى بخارى فوافته قواتُ الخباز التي أُوكل إليها مهاجمة عسكر الأمير حينما يعود إلى عاصمتِه، فاقتتلوا ساعة ولم تلبث جنودُ الخباز أن انهزمت وتركته وحيدا ليأسرَه الأميرُ ويأخذه إلى عاصمتِه بخارى، وهناك أُلقيَ الخباز ُفي ذات ِالتنور الذي كان يخبزُ فيه للسجناء، بعد أن أضرموا النارَ في جوفِه.
خرج الأمير السعيد الساماني بعد أن أعادَ سلطانه في بخارى. في إثر أخوته الذين هربوا صوبَ هرات وكان قد سبقه إليها قائدُ جيوشِه محمد بن المظفر فاجتمعوا هناك، فاستأمن أخواه منصور وإبراهيم إليه. وأما أخوه الثالث يحيى فقد هرب إلى نيسابور. فكان الأمير السعيد في إثره لا يُمكنه من الاستقرار، فحصره بها وبذل له الأمان فجاء إليه، فأكرمه وأحسن إليه، فيما تمكن أخوه إبراهيم من الإفلات من قبضته والمضي إلى بغداد في رجب سنة ثلاثمئة وإحدى وثلاثين للهجرة توفي السعيد نصر بن أحمد الساماني صاحبُ خراسان وما وراء النهر بعد معاناته ثلاثة عشر شهرا من مرض السل، ولم يكن بقي من مشايخ دولتهم أحدٌ. فقد سعى بعضُهم ببعض طلبا للرياسة والسلطان فهلك بعضُهم ومات البعضُ الآخر، وكانت ولاية ُالسعيد ثلاثين سنه. وولي مكانه ابنه نوح بن نصر بن أحمد الساماني وبايعه الناسُ ولقبَ بالأمير الحميد، وفوض أمرَه إلى أبي الفضل محمد بن أحمد الحاكم.
في سنة ثلاثمئة وأربع وثلاثين للهجرة الأمير الحميد نوح بن نصر الساماني يعزل والي خراسان أبا علي بن محتاج ويولي مكانه إبراهيم بن سيمجور. أبو علي بن محتاج عاملُ خراسان المعزول يكاتب إبراهيم بن أحمد بن إسماعيل الساماني والذي استقر في بغداد بعد فراره قبل سنين عده، ويستقدمه إليه ويبايعُه ويملكه البلادَ التي بين يديه. قدم إبراهيم الساماني وهو عمُ الأمير الحميد الساماني بنحو تسعين فارسا واجتمع له الكثيرُ من الجيوش فملك نيسابور وتقدم صوب مرو فخرجت له الجيوشُ مؤيده. فملكها في جمادى الأولى سنة مئتين وخمس وثلاثين للهجرة. ثم تقدم إلى عاصمتهم بخارى وهو بجمع كثيف من العساكر.
وصلت أخبار إبراهيم بن أحمد بن إسماعيل الساماني إلى الأمير نوح وأنه توجه إليه في بخارى بعد أن ملك أغلب أراضي خراسان فترك العاصمة وتوجه إلى سمرقند بعد أن أيقن أن لا طاقة له لصد الجيوش الكثيفة التي زحفت صوبه، فدخلها إبراهيم في جمادى الآخرة سنة ثلاثمئة وخمسٍ وثلاثين وبايعه الناس، ولكنه ما لبث أن دعا إلى ابن أخيه محمد بن نصر أخ الأمير نوح الساماني وبايعه وجعل من نفسه قائدا لجيوشه بعد أن رأى ميلَ الناس إلى ولد أخيه.
جمع الأمير نوح بن نصر الساماني القوادَ والأجناد في نيسابور وبذل لهم أمولا كثيرة، وتقدّم صوب العاصمة بخارى، بجمع كثيف من العساكر وحاصر العاصمة وضيّق عليهم طويلا فما كان من عمه إبراهيم وأخيه محمد إلا أن خرجا من البلد طالبين الأمان فقبض عليهم الأمير نوح وسمل أعينهما ودخل العاصمة في رمضان سنة مئتين وخمس وثلاثين للهجرة، وأنفذ جيوشه إلى بقية الأعمال بقيادة منصور بن قراتكين وولّاه خراسان وأعاد الأمر كله إليه. في سنة ثلاثمئة وستٍ وثلاثين للهجرة، الدولة البويهية اليافعة بقيادة ركن الدولة البويهي تتقدم صوب طبرستان وتنتزعُها من الدولة السامانية بعد أن هزمت القائدَ وشمكير عامل الأمير نوح بن نصر الساماني عليها وتسير منها إلى جرجان فتملكُها. فسّير الأميرُ نصر قائدَ جيوشه منصور بن قراتكين من خراسان إلى جرجان وبصحبته وشمكير القائد المنهزم من المعركة، وبعد معاركَ حامية انتصرت جيوشُ نوح بن نصر الساماني على جيوش البويهيين، وفرقوا العساكرَ في البلاد واستقر الأمرُ لهم من جديد. وفي سنة ثلاثمئة وثلاث وأربعين للهجرة مات الأمير نوح بن نصر الساماني والذي كان يلقب بالأمير الحميد وولي بعده ابنه عبد الملك فاستعمل بكر بن مالك قائدا على جيوشِه وأنفذه في أول محرم إلى الري لمقاتلة ركن الدولة البويهي فدخلوا أصفهان واستولوا على خزائن الدولة البويهية ونُهبت دور العامة في أصفهان، فاتصل ركنُ الدولة البويهي بالأمير عبد الملك الساماني واصطلحا، على أن يحملَ ركنُ الدولة وعضدُ الدولة البويهيين إليه كلَ سنة مئة وخمسين ألف دينار، وعادت جيوشُ السامانيين إلى خراسان، في سنة ثلاثمئة وست وستين للهجرة، مات عاملُ السامانيين على غزنة أبو إسحاق البُتكين ولم يَخلفْ من أهله وأقاربه من يصلحُ للتقدم لقيادتهم، فاجتمع عسكرُه واتفقوا على زوج ابنته القائد التركي سُبُكتكين لما عرفوه من قدرته على القيادة فقدّموه عليهم وولّوه أمرَهم. شرع سُبُكتكين هذا بعد أن جمع العساكرَ الغزنوية في مهاجمة الأراضي الهندية في معاركَ يشيبُ لها الولدان، وشن الغارات تلو الغارات عليها، فاحتل من بلادهم قلاعًا حصينة على شواهق الجبال ونهب ما فيها من الأموال. وقتل من الهنود ما لا يدخلُ تحت الإحصاء. ففي عام واحد فقط أدخل خمسَمئة ألف من نسائهم وصبيانهم أسواقَ النخاسة.
عظم شأنُ سُبُكتكين بين الأمراء وارتفع قدرُه بين الناس وتعلّقت الأطماعُ بالاستعانة به، فأتاه الأمراءُ يطلبون ودَه ودعمَه. مثل طغان صاحب ولاية بست مستعينًا به مستنصرًا دون السامانيين الذي هو عامل لهم عليها. بعد أن غلب على إمارته قائد تركي اسمه بابي تور وأخرجه عنها. فأعاده سُبُكتكين على مدينته بعد أن هزم بابي تور هزيمة نكراء. وكر راجعا صوب أراضي الخيرات الضعيفة الملوك أرض الهند والتي أثرته وجعلته مشروعَ مؤسس دولة السامانيين فيما يأتي من الأيام. جيبال ملكُ الهند وبعد أن رأى أن بلادَه تـُملك من أطرافها، يحشدُ مئة ألفَ مقاتل من الجيوش المدعمة بالفيول ويشرعُ في استعادة ما أُخذ من الأراضي الهندية، يشخصُ إليه سُبُكتكين من عاصمته غزنة ومعه عساكرُه وخلقٌ كثيرٌ جدا من المتطوعة، فالتقوا بالقرب من (عقبة غورك) الهندية واقتتلوا أيامًا كثيرة وصبر الفريقان. سقطت الأمطارُ بغزارة واشتد البردُ حتى هلك خلقٌ كثيرٌ من الجانبين وعميت عليهم المذاهب. تناوب جيشُ الغزنويين القتالَ فأدرك الهنودَ التعب، ثم حملَ سُبُكتكين الغزنوي واختلط بعضُهم ببعض فانهزم الهنودُ وأخذهم السيفُ من كل جانب وأُسر منهم ما لا يحصى، وسار الغزنويون نحو الهند يقتلون أهلـَها ويُخرّبوا كلَ ما مروا عليه من بلادهم وقصدوا لمغان وهي من أحصن قلاعهم فدخلوها عنوةً. ولما قوي سُبُكتكين بعد هذه الوقعة أطاعه الأفغان والخلج وصاروا في طاعته. في سنة ثلاثمئة وأربع وثمانين للهجرة الأمير نوح الساماني يرسل كتابا لمحمود بن سُبُكتكين في غزنة يوليه فيه خراسان. ليستعيد هرات ونيسابور وسائرَ الأعمال التي خرجت عن طاعة الأمير نوح الساماني. بعد أن أعلن أبو علي بن محتاج وفائق العصيان على الأمير الساماني والهيمنة على ما في أيديهما من أعمال. وكانوا قد اعدوا جيشا كثيفا لاحتلال بخارى وإسقاط حكم السامانيين فيها، بالإستعانة بالأمير بغراخان صاحب كاشغر وبلاساغون المتاخمتين لحدود الصين وكاتبوه على ذلك. جمع سُبُكتكين أميرُ غزنة العساكرَ وحشد الأتباعَ فور وصول كتاب الأمير الساماني إليه وتجهز يريد خراسان. وفور وصول الأنباء للأميرين المخالفين على السامانيين راسلا فخر الدولة بن بويه يستنجدانه ويطلبان منه عسكرًا فأجابهما إلى ذلك وسير إليهما عسكرًا كبيرًا.
فالتقى الجيشان في هراة واقتتلوا قتالا عنيفا، انحاز بعضُ أمراء الحرب إلى الأمير الساماني بعد أن رؤوا الغلبة َلعسكره. فانهار الجيشُ المخالف وانهزم الجنودُ وركبهم أصحابُ سُبُكتكين يأسرون ويقتلون وينهبون. وواصلَ السيرَ صوب المدينة المخالفة الثانية نيسابور فملكها نوح ثانية دون قتال واستعمل عليها وعلى جيوش خراسان محمود بن سُبُكتكين ولقّبه سيفُ الدولة.
وفي سنة ثلاثمئة وسبع وثمانين توفي الأمير الرضي نوح بن منصور الساماني واختل بموته مُلكُ آل سامان وضعُفَ أمرُهم ضعْفًا ظاهرًا وطمع فيهم أصحابُ الأطراف، فقام بالملك بعده ابنـُه أبو الحرث منصور بن نوح وبايعه الأمراءُ والقوادُ وسائرُ الناس وفرق فيهم بقايا الأموال فاتفقوا على طاعته. وقام بأمر دولته وتدبير شؤونها القائد العسكري بكتوزون. وفي هذه السنة أيضا توفي عامل غزنة القوي سُبُكتكين وخلف ابنه محمود بن سُبُكتكين وتلقب بالسلطان وهو أشهرُ رجال البيت الغزنوي والذي سيعرف فيما بعد بالسلطان يمين الدولة محمود الغزنوي، المؤسسُ الفعلي للدولة الغزنويه، والتي ستلتهم لاحقا سابقتها دولة أل سامان.
السلطان يمينُ الدولة محمود الغزنوي يكاتب الأمير الساماني الجديد منصور بن نوح ويطلبُ تولية َخراسان بدل بكتوزون لما له ولوالده من فضل على الدولة السامانيه، ولكن الأميرَ الساماني يبذلُ له ولاية َما يشاء من الأعمال سوى خراسان، فأعاد الطلبَ مرات عده وكان الجوابُ ذاته في كل مرة، في هذه الظروف بكتوزون قائدُ جيوش الدولة السامانيه يخلع الأميرَ الساماني من الملك ويقبضُ عليه ويأمرُ بسمل عينيه بمعاونة جماعة ٍمن أعيان العسكر وأقاموا أخاه عبد الملك الساماني مقامَه في الملك بعد سنةً وسبعة أشهر من إمرته.وماج الناسُ بعضُهم في بعض في بلاد ما وراء النهر وخوارزم لهذا الحدث، الأمرُ الذي قوى نفسَ يمين الدولة السلطان محمود الغزنوي وطمع في الاستقلال بالملك فسار نحو بخارى عازمًا على القتال.
سمع عبد الملك ابن نوح الساماني وبكتوزون قائدُ جيوشِه بمسير السلطان الغزنوي إليهم. تجهزوا للقتال وساروا إليه فالتقوا بمرو واقتتلوا أشد قتالٍ رآه الناس حتى أدركهم الليل فانهزم بكتوزون قائدُ الجيوش السامانية إلى نيسابور بعد أن لحقت بعسكره خسائرُ فادحة. تبعه السلطان محمود الغزنوي ليمنعه من تنظيم قواته، والتقاط الأنفاس، فأدركه على أبوابها فأوقع به وقيعة مؤلمة. وعاد يمين الدولة السلطان محمود الغزنوي إلى بلخ مستقر والده فاتخذها دارَ ملكٍ له. واتفق أصحابُ الأطراف بخراسان على طاعته واستقر ملكُ محمود بخراسان كلها، فأزال عنها اسمَ السامانية وخطب فيها للقادر بالله العباسي، وبإقامة الخطبة هذه، يكون ملكُه قد أصبح شرعيا لدى حكومة بغداد فاستقل بملكها منفردًا. اجتمع الأمير الساماني المهزوم في بخارى هو وبكتوزون وغيرُهما من الأمراء وقوادُ الجيش فقويت نفوسُهم وشرعوا في جمع العساكر من المدن التي بقيت تحت أيديهم في بلاد ما وراء النهر وعزموا على العود إلى خراسان لاستعادتها من الغزنويين. بلغ خبرُهم يمينَ الدولة السلطان محمود الغزنوي. فبعث بالقائد العسكري إيلك خان قائد جيوش الغزنويين متسلحا بأدوات الملك في ذلك الزمان (الحيلة والخديعة)، فسار في جمع الأتراك إلى بخارى وأظهر لعبد الملك المودة والموالاة والحمية له فظنوه صادقًا ولم يحترسوا منه وخرج إليه بكتوزون وجميعُ الأمراء والقواد، فلما اجتمعوا إليه قبضَ عليهم وسار سريعا حتى دخل بخارى فلم يدر عبد الملك الساماني ما يصنع لقلة ِعددِه لما دهموه فاختفى ونزل إيلك الخان دار الإمارة وبث الطلب والعيون على عبد الملك حتى ظفر به فأودعه السجن فمات بها وكان آخرَ ملوك السامانية وانقضت دولتهم على يده. وحبس معه أخوه أبو الحرث منصور بن نوح الذي كان في الملك قبله وأخواه أبو إبراهيم إسماعيل وأبو يعقوب ابنا نوح وعماه أبو زكريا وأبو سليمان وغيرُهم من آل سامان وأفردَ كلُ واحد منهم في حُجرة. في سنة ثلاثمئة وتسعين للهجرة خرج أبو إبراهيم إسماعيل بن نوح من محبسه بعد أن تنكر بزي الجواري التي تخدم السجن. فظنه الموكلون على السجن جارية. فلما خرج استخفى عند عجوز من أهل بخارى وحينما سكن الطلبُ عنه سار من بخارى إلى خوارزم وتلقب بالمنتصر وجمع إليه بقايا القواد السامانية والأجناد فكبر جمعُه وسير قائدًا من أصحابه في عسكر إلى بخارى فبيت من بها من الغزنويين فهزمهم وقتل منهم وكبس جماعة من أعيانهم وتبع المنهزمين إلى حدود سمرقند فلقي هناك عسكرًا جرارًا جعله الغزنويون لحفظ سمرقند فانضاف إليهم المنهزمون فحطوا من معنوياتهم. وفور اشتباك المنتصر الساماني معهم ولّوا منهزمين وتبعهم عسكر المنتصر فغنموا أثقالهم وعادوا إلى بخارى فاستبشر أهلـُها بعود السامانية.
بلغ الخبرُ الأميرَ يمين الدولة محمود الغزنوي فسار مجدًا نحو نيسابور فلما قاربها سار عنها المنتصر الساماني وظل يتنقل من مدينة إلى أخرى والغزنويون في إثره، عاد المنتصر إلى نيسابور في آخر شوال سنة إحدى وتسعين وثلاثمئة فجُبيت له الأموال بها. فأرسل إليه يمينُ الدولة جيشًا بقيادة أخيه منصور بن سُبُكتكين من نيسابور فالتقوا بمدينة سرخس واقتتلوا قتالا ضاريا فانهزم المنتصر وأصحابُه وأسر أبو القاسم علي ابن محمد بن سيمجور وجماعة ٌمن أعيان عسكر السامانيين وحُملوا إلى المنصور فسيرهم إلى غزنة وذلك في ربيع الأول سنة ثلاثمئة واثنتين وتسعين للهجرة. وسار المنتصر الساماني تائهًا حتى وافى الأتراك الغزية وكان لهم ميلٌ إلى آل سامان فحركتهم الحمية واجتمعوا حوله. في شوال سنة ثلاثمئة وثلاث وتسعين سار الساماني بجيش من الأتراك الغزيه نحو جيوش الغزنويين لإعادة ملك السامانيين، فتوجه إلى سمرقند وبها القائد التركي إيلك الخان، فاشتبكوا في معركة رهيبة. فأوقع السامانيون بالجيش الغزنوي خسائر فادحة وأسروا معظمَ قواد ذلك الجيش واستولوا على الأثقال والأموال وعادوا إلى أوطانهم. طارت الأخبارُ سريعا إلى محمود الغزنوي فبعث برسالة إلى القواد العسكريين الذين مع الأمير الساماني ينذرهم بالويل إن هم لم يُطلقوا القوادَ الأسرى، فاجتمعوا على إطلاق الأسرى تقربًا إلى محمود الغزنوي بذلك. ومخافة من عقابه بعد أن أدركوا أن المُلكَ قد أدبر عن السامانيين. فخاف المنتصر الساماني حينئذ فاختار من أصحابه جماعة يثق بهم وسار بهم إلى مدينة آمل فلم يقبلوه فعبر النهر إلى بخارى فدفعوه عنها وكلما قصد مكانًا ردَه أهلـُه خوفًا من معرته. في سنة ثلاثمئة وخمس وتسعين للهجرة زحف جيشُ الغزنويين في قضه وقضيضه قاصدا الأميرَ الساماني بعد أن علموا تراجعَ الغزية الذين كانوا معه إلى أوطانهم. فالتقوا به بنواحي مدينة أشروسنة فانهزم المنتصر وأكثرَ الغزنويون في أصحابه القتل. وسار المنتصر منهزمًا حتى عبر النهر، فسير يمينُ الدولة العساكرَ خلفه ففارق مكانه وسار وهم في أثره، فلما ضاقت عليه المذاهب عاد إلى ما وراء النهر وقد ضجر أصحابُه وسئموا من السهر والتعب والخوف، ولأن الناسَ دائما على دين القوي، فارقه كثيرٌ منهم إلى يمين الدولة محمود الغزنوي فأعلموه بمكانه.فلم يشعر المنتصر الساماني إلا وقد أحاطت به الخيلُ من كل جانب فقاتلهم ساعة ثم فر من المواجهة والتجأ دخيلا بحلة من العرب فصانعوه حتى أظلمَ الليل، ثم وثبوا عليه وقتلوه وبعثوا برأسه إلى يمين الدولة السلطان محمود الغزنوي تقربا له وطمعا بالمكافأة. وكان ذلك خاتمة أمر السامانيين وابتداءَ أمر الغزنويين.

## الثقافة

### البناء
شُكل نظام الدولة السامانية على غرار النظام العباسي، الذي شُكل بدوره على غرار النظام الساساني. حكم الأمير الدولة، بينما حكم المقاطعات حكام معينون أو حكام إقطاعيات محلية. كانت مسؤولية الحكام والحاكمين المحليين جمع الضرائب وتزويد الحاكم الساماني بالجنود عند الحاجة. كانت خراسان أهم مقاطعة في الإمبراطورية السامانية، وحكمها في البداية أحد أقرباء الحاكم الساماني أو أمير إيراني محلي (مثل عائلة مهتجد)، لكن نُقل الحكم لاحقًا إلى أحد أكثر عبيده موثوقية. كان يحكم خراسان عادة الأسفهسلار (القائد العام).
على غرار الخلافة العباسية، بإمكان العبيد الأتراك استلام مناصب عليا في الدولة السامانية، ما منحهم قوة كافية أحيانًا لتسيير الحاكم تقريبًا.

### الجهود الثقافية والدينية
أحيا السامانيون الثقافة الفارسية برعاية الرودكي، وأبو علي البلعمي، وأبو منصور الدقيقي الطوسي. صمم السامانيون على نشر الإسلام السني، وقمعوا الإسلام الشيعي، ولكنهم كانوا أكثر تساهلًا مع الشيعة الاثنا عشرية. نشر السامانيون العمارة الإسلامية والثقافة الفارسية الإسلامية موغلة في آسيا الوسطى. بعد إنهاء أول نسخة مترجمة إلى الفارسية من القرآن، خلال القرن التاسع، بدأت الشعوب التي تعيش تحت راية الإمبراطورية السامانية تتقبل الإسلام بأعداد كبيرة.
ولما اجتهد السامانيون في الدعوة إلى الإسلام السميح، اعتنق قاطنو نحو 30000 خيمة من الأتراك الإسلام، ولاحقًا خلال حكم الغزنويين، اتبع أكثر من 55000 المدرسة الفكرية الحنفية. أدى اعتناق الأتراك الكبير للإسلام في النهاية إلى تأثير متزايد للغزنويين، الذين حكموا المنطقة لاحقًا.
شكلت الزراعة والتجارة الأساس الاقتصادي للدولة السامانية. عمل السامانيون بشكل كبير في التجارة- حتى مع أوروبا، وتشهد على ذلك آلاف العملات المعدنية السامانية التي وجدت في بلدان البلطيق واسكندنافية.
يُعتبر الفخار المعروف باسم البضاعة السامانية ذات النقوش إسهامًا خالدًا آخر قدمه السامانيون إلى تاريخ الفن الإسلامي، ويتضمن: أطباقًا، وأوعية، وأباريق فخارية مطلية بالأبيض ومزينة بكتابات بالخط العربي فقط، عادة ما تكون مكتوبة بشكل أنيق ومتناغم. تكون العبارات العربية المستخدمة في هذا النوع من التزيين عبارة عن أمنيات طيبة عامة، أو تعليمات إسلامية لآداب المائدة.

### اللغة
بدأ كل من فرغانة، وسمرقند، وبخارى تصبح فارسية اللغة في المناطق الخوارزمية والصغدية الأصل خلال فترة الحكم الساماني. انتشرت اللغة الفارسية وأدت إلى انقراض اللغات الإيرانية الشرقية مثل اللغة الباخترية والخوارزمية، وبقي عدد ضئيل من متحدثي اللغة اليغنوبية المنحدرين من السلالة الصغدية بين السكان الطاجيكيين القاطنين في آسيا الوسطى. حدث ذلك بسبب الحقيقة التي تقول إن الجيش العربي الإسلامي الذي غزا آسيا الوسطى كان يحتوي على بعض الفرس ممن حكموا المنطقة لاحقًا مثل السامانيين. جلب السامانيون اللغة الفارسية إلى آسيا الوسطى.

### الحياة الفكرية
في القرنين التاسع والعاشر، بلغت الحياة الفكرية في بلاد ما وراء النهر وخراسان مستوى عاليًا. قال نعمان نيغماتوفيتش نيغماتوف، «كان من المحتم أن تقوم السلالة السامانية المحلية، التي تسعى للحصول على دعم الطبقات المتعلمة، برعاية التقاليد الثقافية، والتعلم، والأدب والترويج لها.
أصبحت البلدات السامانية الرئيسية- بخارى، وسمرقند، وبلخ، ومرو الشاهجان، ونيسابور، وخجنده، وبونجيكاث، وفوسي، وترمذ وغيرها، المراكز الثقافية الرئيسية في الدولة. اجتمع العلماء، والشعراء، والفنانون، ورجال علم آخرون من العديد من البلدان الإسلامية في بخارى عاصمة الدولة السامانية، حيث أنشئت أرضية خصبة لازدهار الفكر الإبداعي، بالتالي أصبحت أحد المراكز الثقافية الأكثر تميزًا في العالم الشرقي. أُنشئت مكتبة تُعرف باسم صيوان الحكمة في بخارى، وتُعرف بغناها بأنواع عديدة من الكتب.

### الفنون

#### الحرف
بسبب الحفريات المكثفة في نيسابور، في إيران في منتصف القرن العشرين، يظهر الفخار الساماني بشكل واضح في الفن الإسلامي حول العالم. تُصنع هذه الأواني الخزفية من الفخار بنسبة كبيرة، وتتميز إما بنقوش خطية لأمثلة عربية، أو زخارف مجردة ملونة. عادة ما تخاطب الأمثال العربية قيم ثقافة «الأدب»، والضيافة، والكرم، والتواضع.
يعود الوعاء الذي يحمل النقوش العربية في الصورة إلى الفترة السامانية خلال القرن العاشر في إيران. وهو مطلي باللون الأبيض، ويحمل زخارف باللون الأسود تحت طلاء شفاف. يحمل زخرفة خطية في جميع أرجائه. تطول هذه الزخرفة في بعض النقاط، وتقصر في نقاط أخرى، لتصل إلى درجة تبدو فيها وكأنها اختفت. ثمة نقطة سوداء في مركز الوعاء. في حال ألقيت نظرة عن كثب على الوعاء، توجد شقوق وعلامات اكتسبها الوعاء على مر الزمن. ما كان ذات يوم وعاءً أبيض، تلطخ ببقع صفراء في أجزاء منه الآن. يبدو الخط مدروسًا ومخططًا بشكل جيد، والمسافات بين الأحرف جيدة، ويتوزع القول بشكل مثالي على جميع أطراف الوعاء. قد يعود سبب ذلك إلى عادة الفنان في التدرب على الورق قبل الوعاء. يُترجم القول إلى التالي: «يقي التخطيط قبل العمل من الندم، ويعطي الرخاء، والسلام».